# Онтерије
Онтерије (фр. Anterrieux) насеље је и општина у централној Француској у региону Оверња, у департману Кантал која припада префектури Сен Флур.
По подацима из 2011. године у општини је живело 126 становника, а густина насељености је износила 7,8 становника/km². Општина се простире на површини од 16,16 km². Налази се на средњој надморској висини од 960 метара (максималној 1.132 m, а минималној 862 m).

## Демографија
| 1962. | 1968. | 1975. | 1982. | 1990. | 1999. | 2011. |
| ----- | ----- | ----- | ----- | ----- | ----- | ----- |
| 117   | 132   | 141   | 112   | 124   | 130   | 126   |

График промене броја становника у току последњих година